# Nuoto ai Giochi della XXVI Olimpiade - 200 metri rana femminili
Hanno partecipato alle batterie di qualificazione 42 atlete: le prime 8 si sono qualificate per la finale A, le successive 8 invece si sono qualificate per la finale B.

## Finale A
23 luglio 1996
| Posizione | Atleta            | Paese       | Tempo   |
| --------- | ----------------- | ----------- | ------- |
|           | Penelope Heyns    | Sudafrica   | 2:25.41 |
|           | Amanda Beard      | Stati Uniti | 2:25.75 |
|           | Ágnes Kovács      | Ungheria    | 2:26.57 |
| 4         | Samantha Riley    | Australia   | 2:27.91 |
| 5         | Masami Tanaka     | Giappone    | 2:28.05 |
| 6         | Nadine Neumann    | Australia   | 2:28.34 |
| 7         | Brigitte Becue    | Belgio      | 2:28.36 |
| 8         | Christin Petelski | Canada      | 2:31.45 |

## Finale B
| Posizione | Atleta          | Paese       | Tempo   |
| --------- | --------------- | ----------- | ------- |
| 9         | Lena Eriksson   | Svezia      | 2:28.87 |
| 10        | Kyōko Iwasaki   | Giappone    | 2:29.32 |
| 11        | Lenka Maňhalová | Rep. Ceca   | 2:29.96 |
| 12        | Julia Russell   | Sudafrica   | 2:30.38 |
| 13        | Alicja Peczak   | Polonia     | 2:30.99 |
| 14        | Marie Hardiman  | Regno Unito | 2:31.39 |
| 15        | Jilen Siroky    | Stati Uniti | 2:33.43 |
| 16        | Lin Li          | Cina        | 2:33.45 |

## Non qualificate
| Posizione | Atleta                    | Paese             | Tempo   |
| --------- | ------------------------- | ----------------- | ------- |
| 17        | Svitlana Bondarenko       | Ucraina           | 2:32.42 |
| 18        | Elin Austevoll            | Norvegia          | 2:32.48 |
| 19        | Riley Mants               | Canada            | 2:32.97 |
| 20        | Alenka Kejžar             | Slovenia          | 2:33.34 |
| 21        | Maria Östling             | Svezia            | 2:33.44 |
| 22        | Yelena Makarova           | Russia            | 2:33.74 |
| 23        | Lourdes Becerra           | Spagna            | 2:33.80 |
| 24        | Elvira Fischer            | Austria           | 2:33.89 |
| 24        | Yuan Yuan                 | Cina              | 2:33.89 |
| 26        | Manuela Dalla Valle       | Italia            | 2:34.76 |
| 27        | Mia Hagman                | Finlandia         | 2:36.11 |
| 28        | Joo-Hee Roh               | Corea del Sud     | 2:36.20 |
| 29        | Karine Bremond            | Francia           | 2:36.26 |
| 30        | Isabel Ceballos           | Colombia          | 2:36.94 |
| 31        | Kathrin Dumitru           | Germania          | 2:37.07 |
| 32        | María Carolina Santa Cruz | Argentina         | 2:37.85 |
| 33        | Larisa Lăcustă            | Romania           | 2:38.08 |
| 34        | Margarita Kalmikova       | Lettonia          | 2:39.63 |
| 35        | Erika Graf                | Uruguay           | 2:42.97 |
| 36        | Mou Ying-hsin             | Taipei cinese     | 2:43.94 |
| 37        | Nádia Cruz                | Angola            | 2:44.24 |
| 38        | Natália Kodajová          | Slovacchia        | 2:45.21 |
| 39        | Cerian Gibbes             | Trinidad e Tobago | 2:45.87 |
| 40        | Oksana Cherevko           | Kirghizistan      | 2:57.65 |
|           | Britta Vestergaard        | Danimarca         | DNS     |
|           | Anna Wilson               | Nuova Zelanda     | DNS     |